# James Sethian
James Albert Sethian (né en 1954) est un mathématicien américain, professeur de mathématiques à l'université de Californie à Berkeley et chef du groupe de mathématiques au Laboratoire national Lawrence-Berkeley du Département de l'Énergie des États-Unis.

## Formation et carrière
Sethian est né à Washington, DC, le 10 mai 1954. Il obtient un BA (1976) de l'université de Princeton et une maîtrise (1978) et un doctorat (1982) de l'université de Californie à Berkeley sous la direction d'Alexandre Chorin avec une thèse intitulée « An Analysis of Flame Propagation ». À partir de 1983, il est boursier postdoctoral de la Fondation nationale pour la science, enfin au Courant Institute sous la direction de Peter Lax. En 1985, il retourne à Berkeley pour rejoindre la faculté de mathématiques, où il est actuellement professeur titulaire. Sethian est élu membre de l'Académie nationale d'ingénierie des États-Unis en 2008 ainsi que de l'Académie nationale des sciences en 2013. Sethian est directeur de recherche par intérim chez Thinking Machines Corporation et occupe des postes invités au Centre national de recherche atmosphérique et à l'Institut national des normes et de la technologie.

## Travaux
Sethian travaille depuis plus de trente ans sur les algorithmes numériques permettant de suivre les interfaces en mouvement, en commençant par ses travaux fondamentaux de 1982 sur la propagation des courbes et des surfaces dans la combustion, et ses travaux de 1985 sur les conditions d'entropie, la courbure et la stabilité des algorithmes numériques. Ces travaux ont conduit à la mise au point de la méthode des surfaces de niveau en 1988, développée conjointement avec Stanley Osher.
Il s'agit d'algorithmes numériques permettant de suivre des interfaces en mouvement dans des situations complexes, et qui se sont révélés utiles dans un grand nombre d'applications, notamment le traitement des semi-conducteurs, la mécanique des fluides, l'imagerie médicale, l'infographie, la science des matériaux et la forme de bulles de savon et de flocons de neige.
Conjointement avec D. Adalsteinsson, Sethian introduit ensuite l'idée d'adaptabilité aux méthodes d'ensemble de niveaux, dans laquelle le travail informatique est concentré sur le front de l'évolution : leur méthode d'ensemble de niveaux adaptative à bande étroite et ses variantes sont ce qui rend les méthodes d'ensemble de niveaux efficaces et pratiques, et sont la forme la plus courante de ces techniques dans la pratique aujourd’hui.
Avec Andreas Wiegmann, Sethian est le pionnier  de l'utilisation de la méthode Level-set et de la méthode Immersed-interface dans le domaine de l'optimisation de la topologie.
En collaboration avec Alexander Vladimirsky, Sethian développe une classe de méthodes ordonnées de type Dijkstra pour résoudre les équations statiques de Hamilton–Jacobi. Dans le cas d'une équation d'Eikonal, la première méthode pour ce faire est développée par Jon N. Tsitsiklis en utilisant une approche de la théorie du contrôle : suivie peu de temps par les travaux de Sethian sur les méthodes de marche rapide de type Dijkstra à différences finies d'ordre élevé. Ravikanth Malladi et Sethian sont les pionniers de l'application de ces techniques à la segmentation d'images, Ron Kimmel (en) et Sethian les introduisent à la navigation robotique et les étendent à des domaines courbes, et Mihai Popovici et Sethian sont les premiers à les utiliser comme solveurs d'ondes rapides dans l'imagerie sismique géophysique.
En collaboration avec Sergey Fomel, Sethian invente les méthodes d'arrivée d'évasion pour calculer les arrivées multiples dans la propagation des ondes et l'imagerie géophysique.
Les algorithmes basés sur les travaux de Sethian et de ses collègues sont désormais couramment utilisés dans les sciences et l’ingénierie. Les exemples incluent le fait d'informer les ingénieurs sur la façon de concevoir des traceurs à jet d'encre plus précis, de permettre aux médecins d'analyser des images cérébrales et cardiaques, d'aider les compagnies pétrolières à localiser les réserves de pétrole et d'expliquer aux ingénieurs de procédés comment construire des puces informatiques fiables.
Il gère la page Web « level set methods and fast marching methods (Méthodes de définition de niveaux et méthodes de marche rapide) » , qui est une ressource populaire pour ces méthodes, et fournit une variété d'applets, de films et d'explications pour le public populaire et technique.

## Prix et distinctions
En 1986 il bénéficie d'une bourse de recherche de l'Alfred P. Sloan Foundation (Sloan Research Fellow).
Sethian reçoit le prix ICIAM Pioneer en 2011 pour ses travaux pionniers, introduisant des méthodes mathématiques appliquées et des techniques de calcul scientifique à un problème industriel et à de nouveaux domaines d'applications scientifiques. Sethian est élu membre de la National Academy of Engineering en 2008 pour le développement de méthodes efficaces de suivi des interfaces en mouvement. Il reçoit le Prix Norbert-Wiener pour les mathématiques appliquées en 2004, décerné conjointement par la Society for Industrial and Applied Mathematics (SIAM) et l'American Mathematical Society (AMS). Ce prix est décerné « pour une contribution exceptionnelle aux mathématiques appliquées au sens le plus élevé et le plus large ». Sethian est honoré « pour son travail fondateur sur la représentation informatique du mouvement des courbes, des surfaces, des interfaces et des fronts d'onde, et pour ses brillantes applications d'idées mathématiques et informatiques à des problèmes scientifiques et techniques ».
Sethian, en collaboration avec Robert Saye, est lauréat du  prix Cozzarelli des Proceedings of the National Academy of Sciences en 2012 pour le meilleur article publié cette année-là en ingénierie et sciences appliquées dans cette revue. En 2012, il devient membre de l'American Mathematical Society. En outre, il reçoit le prix SIAM IE Block Community Lecture. De 2011 il 2014 Sethian est Einstein Visiting Fellow à la Berlin Mathematical School (de).
En 2002 il est conférencier invité au Congrès international des mathématiciens à Pékin, avec une conférence intitulée « Fast algorithms for optimal control, anisotropic front propagation and multiple arrivals ».

## Publications
- (en) James A. Sethian et Karl E. Gustafson, Vortex Methods and Vortex Motion, Society for Industrial and Applied Mathematics, 1987, 219 p. (ISBN 9780898712582).
- (en) J. A. Sethian, Level Set Methods : Evolving Interfaces in Computational Geometry, Fluid Mechanics, Computer Vision, and Materials Science, Cambridge University Press, coll. « Cambridge monographs on applied and computational mathematics », 1996, 237 p. (ISBN 9780521572026).
- (en) J. A. Sethian, Level Set Methods and Fast Marching Methods : Evolving Interfaces in Computational Geometry, Fluid Mechanics, Computer Vision, and Materials Science, Cambridge University Press, coll. « Cambridge monographs on applied and computational mathematics », 1999, 2e éd., 400 p. (ISBN 9780521642040).
- Tracking Interfaces with Level Sets. An „act of violence“ helps solve evolving interface problems in geometry, fluid mechanics, robotic navigation and materials sciences. In: American Scientist. vol 85, N° 3, Mai/Juin 1997, p. 254–263, JSTOR:27856778.
- Fast Marching Methods. In: SIAM Review. vol 41, N° 2, 1999, p 199–235, DOI 10.1137/S0036144598347059.
- (en) J. A. Sethian et Ravikanth Malladi, Medical Image Analysis, Cambridge University Press, coll. « Cambridge monographs on applied and computational mathematics », 2020 (ISBN 9780521792011).